# Batalla de Chiclana
La batalla de Chiclana, també coneguda com a batalla de Barrosa o Batalla de Cerro del Puerco, fou una batalla de la Guerra del Francès que tingué lloc el 5 de març de 1811 prop de Cadis. Durant la batalla, una sola divisió britànica va derrotar dues divisions franceses; tanmateix, la victòria no va poder permetre trencar el setge de Cadis.
Cadis havia estat sota setge francès des de principis del 1810, deixant-la accessible des del mar, però el març de l'any següent la reducció en el nombre de tropes que encerclaven la ciutat va donar una oportunitat a les tropes britàniques i espanyoles per aixecar el setge. Una gran força aliada va desembarcar a Tarifa, al sud de Cadis, i s'hi va desplaçar per atacar les tropes franceses per darrere. Els francesos, comandats pel mariscal Claude Victor Perrin, eren conscients del moviment aliat i van preparar-los una trampa. Victor va situar una divisió a la carretera cap a Cadis, bloquejant l'accés de les tropes aliades, mentre que les seves dues divisions restants van caure a l'única divisió de rereguarda angloportuguesa, comandada per Sir Thomas Graham.
Després d'una batalla a dos fronts, els britànics van vèncer les forces franceses. La falta de suport d'un contingent espanyol més gran no va permetre una victòria absoluta, i l'exèrcit francès es va poder reagrupar i tornar a ocupar les seves línies de setge. La victòria tàctica de Graham va tenir poc efecte en conjunt a la guerra, fins al punt que Victor va dir que era una victòria francesa en haver mantingut el setge, que finalment acabaria el 24 d'agost de 1812.